# Virslīga
La Virslīga —conocida como Optibet Virslīga por motivos de patrocinio— o División Superior de Letonia es la máxima categoría masculina de fútbol del sistema de ligas de Letonia, organizada por la Federación Letona de Fútbol. Comenzó a disputarse en la temporada 1991, coincidiendo con el año en que el país restableció su independencia.
La competición se desarrolla desde febrero hasta noviembre por razones climatológicas. Los clubes juegan todos contra todos en cuatro rondas: aquel que obtenga más puntos se proclama campeón, mientras que el último juega una promoción contra el vencedor de la segunda categoría. Durante las primeras quince temporadas el torneo estuvo dominado por el Skonto de Riga, y tras su desaparición ha habido una mayor competencia por la primacía nacional.

## Historia
El primer torneo letón fue el campeonato de fútbol de Riga, organizado entre 1910 y 1915 con numerosos clubes de origen extranjero. Ya bajo una Letonia independiente, en 1922 se estableció un torneo de eliminación directa y a partir de 1927 el sistema de liga nacional. Los principales dominadores de la época eran el RFK Riga y el FK Olimpija Liepāja.
La liga quedó interrumpida en los últimos años de la Segunda Guerra Mundial. Cuando la Unión Soviética se anexionó Letonia y el resto de las repúblicas bálticas, casi todos los equipos existentes fueron disueltos y reemplazados por nuevas entidades deportivas. La primera edición de la «Liga de la RSS de Letonia» tuvo lugar en 1945 y funcionaba como una división regional integrada en las categorías inferiores. El único club letón que llegó a jugar la Primera División de la URSS fue el Daugava Riga, desde 1949 hasta 1952.
Con la independencia de Letonia en 1991, la recién creada Federación Letona de Fútbol conformó una liga nacional ese mismo año. El primer dominador del torneo fue el Skonto FC, campeón durante catorce temporadas consecutivas, seguido por el FK Ventspils. No obstante, la crisis financiera del Skonto en 2016 y la retirada del Ventspils en 2021 han motivado una reordenación del sistema de ligas.

## Participantes
Un total de 42 equipos han participado en al menos una edición de la División de Honor de Letonia, sin que ninguno de ellos haya podido disputar todas las temporadas. 
En la temporada 2021 se inscribieron nueve clubes, de los cuales terminaron retirándose el Noah Jūrmala y el FK Ventspils.

### Temporada 2025
| Equipos        | Ciudad     | Estadio                     | Capacidad |
| -------------- | ---------- | --------------------------- | --------- |
| F. K. Auda     | Ķekava     | Estadio de Auda             | 520       |
| BFC Daugavpils | Daugavpils | Estadio Celtnieks           | 1000      |
| Grobiņas S. C. | Grobiņa    | Estadio de Grobiņa          | 200       |
| FK Jelgava     | Jelgava    | Zemgales Olimpiskais Centrs | 1 560     |
| F. K. Liepāja  | Liepāja    | Estadio Daugava             | 5 083     |
| Metta / LU     | Riga       | Estadio Daugava             | 10 461    |
| RFS Riga       | Riga       | Estadio Arkādija            | 650       |
| Riga FC        | Riga       | Estadio Skonto              | 8 207     |
| SK Super Nova  | Riga       | Estadio Sloka               | 2 500     |
| Tukums 2000    | Tukums     | Estadio Municipal           | 1 000     |

## Sistema de competición
La Virslīga es un torneo organizado y regulado por la Federación Letona de Fútbol, conjuntamente con el resto de categorías inferiores. Se trata de la única liga profesional del país, por lo que los organizadores se reservan el derecho a aceptar o rechazar cualquier participante.
La competición se disputa anualmente, empezando en marzo y terminando en noviembre del mismo año por cuestiones climatológicas. Consta de un grupo único integrado por nueve clubes de fútbol en la temporada 2021. Siguiendo un sistema de liga, se enfrentarán todos contra todos en tres ocasiones —dos en campo propio y una en campo contrario o viceversa— . El calendario de los encuentros se decide por sorteo antes de empezar.
La clasificación final se establece con arreglo a los puntos totales obtenidos por cada equipo al finalizar el campeonato. Los equipos obtienen tres puntos por cada partido ganado, un punto por cada empate y ningún punto por los partidos perdidos. Si al finalizar el campeonato dos equipos igualan a puntos, existen mecanismos de desempate:
1. El que tenga una mayor diferencia entre goles a favor y en contra, según el resultado de los partidos jugados entre ellos.
2. El que tenga la mayor diferencia de goles a favor, teniendo en cuenta todos los obtenidos y recibidos en el transcurso de la competición.
3. El club que haya marcado más goles.

El equipo que al final del campeonato sume más puntos será el campeón nacional y se clasificará para la ronda clasificatoria de la Liga de Campeones de la UEFA. El segundo y el tercero, así como el campeón de la Copa de Letonia, tienen derecho a disputar la ronda previa de la Liga de Conferencia Europa de la UEFA. El último clasificado desciende directamente a la Primera Liga de Letonia y es reemplazado por su campeón, mientras que el penúltimo jugará la promoción de permanencia con el subcampeón de la división inferior.
La participación en la Virslīga está condicionada al cumplimiento de una serie de criterios económicos, por lo que la LFF se reserva el derecho a aceptar o rechazar cualquier participante.

## Historial

### República de Letonia
| Temporada | Campeón               | Subcampeón            | Tercero               | Notas                                                              |
| Virslīga  | Virslīga              | Virslīga              | Virslīga              | Virslīga                                                           |
| --------- | --------------------- | --------------------- | --------------------- | ------------------------------------------------------------------ |
| 1991      | Skonto Riga FC        | FK Pārdaugava         | FK Liepājas Metalurgs | Temporada inaugural con 20 equipos, repartidos en dos grupos       |
| 1992      | Skonto Riga FC        | RAF Jelgava           | FK VEF Riga           | Temporada de transición con 12 equipos, se jugó final de desempate |
| 1993      | Skonto Riga FC        | Olimpija Rīga         | RAF Jelgava           | Liga reducida a 10 equipos                                         |
| 1994      | Skonto Riga FC        | RAF Jelgava           | DAG Riga              | Campeón invicto                                                    |
| 1995      | Skonto Riga FC        | Vilan-D               | RAF Jelgava           | Campeón invicto                                                    |
| 1996      | Skonto Riga FC        | Daugava Rīga          | Dinaburg FC           |                                                                    |
| 1997      | Skonto Riga FC        | Daugava Rīga          | Dinaburg FC           | Liga reducida a 9 equipos, campeón invicto                         |
| 1998      | Skonto Riga FC        | FK Liepājas Metalurgs | FK Ventspils          | Liga reducida a 8 equipos                                          |
| 1999      | Skonto Riga FC        | FK Liepājas Metalurgs | FK Ventspils          |                                                                    |
| 2000      | Skonto Riga FC        | FK Ventspils          | FK Liepājas Metalurgs |                                                                    |
| 2001      | Skonto Riga FC        | FK Ventspils          | FK Liepājas Metalurgs |                                                                    |
| 2002      | Skonto Riga FC        | FK Ventspils          | FK Liepājas Metalurgs |                                                                    |
| 2003      | Skonto Riga FC        | FK Liepājas Metalurgs | FK Ventspils          |                                                                    |
| 2004      | Skonto Riga FC        | FK Liepājas Metalurgs | FK Ventspils          |                                                                    |
| 2005      | FK Liepājas Metalurgs | Skonto Riga FC        | FK Ventspils          |                                                                    |
| 2006      | FK Ventspils          | FK Liepājas Metalurgs | Skonto Riga FC        |                                                                    |
| 2007      | FK Ventspils          | FK Liepājas Metalurgs | FK Rīga               |                                                                    |
| 2008      | FK Ventspils          | FK Liepājas Metalurgs | Skonto Riga FC        | Liga ampliada a 10 equipos                                         |
| 2009      | FK Liepājas Metalurgs | FK Ventspils          | Skonto Riga FC        |                                                                    |
| 2010      | Skonto Riga FC        | FK Ventspils          | FK Liepājas Metalurgs |                                                                    |
| 2011      | FK Ventspils          | FK Liepājas Metalurgs | FC Daugava            |                                                                    |
| 2012      | FC Daugava            | Skonto Riga FC        | FK Ventspils          |                                                                    |
| 2013      | FK Ventspils          | Skonto Riga FC        | FC Daugava            |                                                                    |
| 2014      | FK Ventspils          | Skonto Riga FC        | FK Jelgava            |                                                                    |
| 2015      | FK Liepāja            | Skonto Riga FC        | FK Ventspils          | Liga reducida a 8 equipos                                          |
| 2016      | FK Spartaks Jūrmala   | FK Jelgava            | FK Ventspils          |                                                                    |
| 2017      | FK Spartaks Jūrmala   | FK Liepāja            | Riga FC               | Un equipo fue excluido del torneo por amaños                       |
| 2018      | Riga FC               | FK Ventspils          | RFS Riga              |                                                                    |
| 2019      | Riga FC               | RFS Riga              | FK Ventspils          | Liga ampliada a 9 equipos                                          |
| 2020      | Riga FC               | RFS Riga              | Valmiera FC           | Liga ampliada a 10 equipos                                         |
| 2021      | RFS Riga              | Valmiera FC           | FK Liepāja            | Liga reducida a 9 equipos, dos equipos fueron excluidos del torneo |
| 2022      | Valmiera FC           | Riga FC               | RFS Riga              | Liga ampliada a 10 equipos                                         |
| 2023      | RFS Riga              | Riga FC               | FK Auda               |                                                                    |
| 2024      | RFS Riga              | Riga FC               | FK Auda               |                                                                    |

## Palmarés
| Club                    | Títulos | Subcampeonatos | Años de los campeonatos                                                                  |
| ----------------------- | ------- | -------------- | ---------------------------------------------------------------------------------------- |
| Skonto Riga FC †        | 15      | 5              | 1991, 1992, 1993, 1994, 1995, 1996, 1997, 1998, 1999, 2000, 2001, 2002, 2003, 2004, 2010 |
| FK Ventspils †          | 6       | 6              | 2006, 2007, 2008, 2011, 2013, 2014                                                       |
| Riga FC                 | 3       | 3              | 2018, 2019, 2020                                                                         |
| FK RFS Riga             | 3       | 2              | 2021, 2023, 2024                                                                         |
| FK Liepājas Metalurgs † | 2       | 8              | 2005, 2009                                                                               |
| FK Spartaks Jūrmala     | 2       | -              | 2016, 2017                                                                               |
| FK Liepāja              | 1       | 1              | 2015                                                                                     |
| Valmiera FC             | 1       | 1              | 2022                                                                                     |
| FC Daugava              | 1       | -              | 2012                                                                                     |
| FK Jelgava              | -       | 3              |                                                                                          |
| Daugava Rīga            | -       | 2              |                                                                                          |
| FK Pārdaugava           | -       | 1              |                                                                                          |
| Olimpija Rīga           | -       | 1              |                                                                                          |
| Vilan-D                 | -       | 1              |                                                                                          |

- † Equipo desaparecido.

## Goleadores
| Temporada | Máximo goleador                    | Club                              | Goles |
| --------- | ---------------------------------- | --------------------------------- | ----- |
| 1991      | Vjačeslavs Ževnerovičs             | Celtnieks Daugavpils              | 27    |
| 1992      | Vjačeslavs Ževnerovičs             | VEF Rīga                          | 19    |
| 1993      | Aleksandrs Jelisejevs              | Skonto Riga                       | 20    |
| 1994      | Vladimirs Babičevs                 | Skonto Riga                       | 14    |
| 1995      | Vitālijs Astafjevs                 | Skonto Riga                       | 19    |
| 1996      | Mihails Miholaps                   | Daugava Riga                      | 33    |
| 1997      | David Chaladze                     | Skonto Riga                       | 25    |
| 1998      | Viktors Dobrecovs                  | Liepājas Metalurgs                | 23    |
| 1999      | Viktors Dobrecovs                  | Liepājas Metalurgs                | 22    |
| 2000      | Vladimirs Kolesnicenko             | Skonto Riga                       | 17    |
| 2001      | Mihails Miholaps                   | Skonto Riga                       | 24    |
| 2002      | Mihails Miholaps                   | Skonto Riga                       | 23    |
| 2003      | Viktors Dobrecovs                  | Liepājas Metalurgs                | 36    |
| 2004      | Aleksandrs Katasonovs              | Liepājas Metalurgs                | 21    |
| 2005      | Viktors Dobrecovs Igors Sļesarčuks | Liepājas Metalurgs FK Ventspils   | 18    |
| 2006      | Mihails Miholaps                   | Skonto Riga                       | 15    |
| 2007      | Vits Rimkus                        | FK Ventspils                      | 20    |
| 2008      | Vīts Rimkus                        | FK Ventspils                      | 14    |
| 2009      | Kristaps Grebis                    | Liepājas Metalurgs                | 30    |
| 2010      | Nathan Júnior Deniss Rakels        | JFK Olimps/RFS Liepājas Metalurgs | 18    |
| 2011      | Nathan Júnior                      | Skonto Riga                       | 22    |
| 2012      | Mamuka Ghonghadze                  | Daugava Daugavpils                | 18    |
| 2013      | Artūrs Karašausks Andrejs Kovaļovs | Skonto Riga Daugava Daugavpils    | 16    |
| 2014      | Vladislavs Gutkovskis              | Skonto Riga                       | 27    |
| 2015      | Dāvis Ikaunieks                    | FK Liepāja                        | 15    |
| 2016      | Ģirts Karlsons                     | FK Ventspils                      | 17    |
| 2017      | Artūrs Karašausks Yevgeni Kozlov   | FK Liepāja Spartaks Jūrmala       | 12    |
| 2018      | Darko Lemajić                      | Riga FC                           | 15    |
| 2019      | Darko Lemajić                      | Riga FC / RFS Riga                | 15    |
| 2020      | Dodô                               | FK Liepāja                        | 18    |
| 2021      | Leonel Wamba                       | FK Spartaks Jūrmala               | 14    |
| 2022      | Raimonds Krollis                   | Valmiera FC                       | 24    |
| 2023      | Marko Regža                        | Riga FC                           | 19    |
| 2024      | Reginaldo Ramires                  | Riga FC                           | 25    |